# Gangolābād
Gangolābād (persiska: گنگل آباد, Kangolābād) är en ort i Iran.   Den ligger i provinsen Östazarbaijan, i den nordvästra delen av landet, 500 km nordväst om huvudstaden Teheran. Gangolābād ligger 1 700 meter över havet och antalet invånare är 578.
Terrängen runt Gangolābād är kuperad.Runt Gangolābād är det ganska glesbefolkat, med 27 invånare per kvadratkilometer. Närmaste större samhälle är Masqarān, 7,3 km nordost om Gangolābād. Trakten runt Gangolābād består i huvudsak av gräsmarker.